# حمام شیخ بهایی
گرمابه شیخ بهائی، مربوط به دوره صفوی و در اصفهان، خیابان عبدالرازق، کوچه شیخ بهائی واقع شده و این اثر در تاریخ ۲۹ تیر ۱۳۷۷ با شمارهٔ ثبت ۲۰۶۳ به‌عنوان یکی از آثار ملی ایران به ثبت رسیده‌است. این حمام ، توسط شیخ بهائی (م۱۰۳۰ق) در۱۰۲۵ق در دوران زمانداری شاه عباس یکم، طراحی و ساخته شده‌است. حمامی تاریخی که میان مسجد جامع و هارونیه در بازار کهنه، نزدیک بقعه درب امام واقع شده‌است و از معدود حمام‌های دو قلوی اصفهان است که همزمان زنان و مردان می توانسته‌اند از آن استفاده کنند و به واسطه ویژگی منحصربه‌فرد خود با افسانه‌ها و داستان‌های گاهی متناقض آمیخته شده‌است.
این مجموعه بی نظیر در سال ۱۳۹۷ از مالکانش خریداری و مورد بازسازی اساسی قرار گرفت.

## ویژگی‌های منحصر به فرد
این حمام دارای ویژگی‌های خاصی می‌باشد که آن را در میان شاخص‌ترین آثار تاریخی اصفهان قرار می‌دهد و از سایر حمام‌های تاریخی ایران کاملا متمایز می‌کند.

### روشن بودن دائمی شمع مخزن حمام
روشن بودن  دائمی شمع مخزن حمام  شاخص‌ترین ویژگی آن بوده است که حتی تا چهل سال پیش هم مورد استفاده قرار می‌گرفته است که متاسفانه به علت تخریب های صورت گرفته در حال حاضر خاموش می‌باشد.برای علت روشن بودن دائمی شمع مخزن این حمام نظریه های گوناگونی وجود داد از جمله آن‌که، یک سیستم سفالینه لوله کشی زیرزمینی در حد فاصل آبریزگاه مسجد جامع و این حمام وجود داشته که با روش مکش طبیعی و بیو‌گاز، گازهایی مانند متان و اکسیدهای گوگردی را به خزینه حمام هدایت می‌کرده و طبق محاسبات دقیق و طراحی خاص خزینه، این فاضلاب تبدیل به گاز متان شده و در مشعل خزینه می‌سوخته است. در جریان مرمت خانه شیخ بهایی در مجاورت این بنا در کف زمین تنپوشه‌های سفالی و چاه‌های مرتبطی پیدا شده است که این نظریه را در ارتباط با تامین انرژی این شعله تایید‌می‌کند. مطالعات باستان‌شناسی در این منطقه نشان می‌دهد که فاضلاب شهر اصفهان توسط لوله‌های جمع‌آوری فاضلاب وارد خزینه حمام می‌شده است. نظریه دیگر که کمتر محتمل است این است که با توجه به مجاورت عصارخانه جماله با این حمام که در آن از دانه‌های گیاهی، روغن تهیه می شده است ممکن است این سوخت، منبع تهیه انرژی این شعله قرار گرفته باشد.

### سیستم گرمایش تنها با یک شعله کوچک

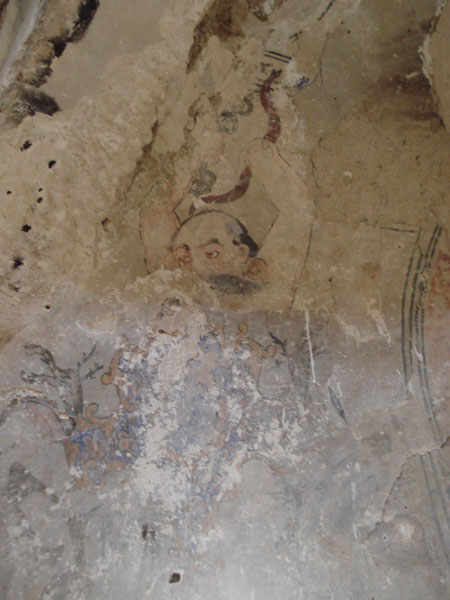
نقاشی‌های موجود در گرمخانه شیخ بهائی

معمای دیگر این حمام این است که چگونه یک شمع می‌تواند یک مخزن آب را گرم کند که یک از نظریه های موجود این است که منبع آب این گرمابه از طلا بوده و با توجه به این که طلا رساناترین فلز انتقال گرما است با حرارت کم انرژی زیادی تولید و آب منبع گرم می‌شده است.